# Lijst van onderscheidingen van Frans Jozef I van Oostenrijk
Dit is de lijst van onderscheidingen van Keizer Frans Jozef I van Oostenrijk (1830 – 1916).
|    | rang                      | orde                                                                      | land                        | datum                               |
| -- | ------------------------- | ------------------------------------------------------------------------- | --------------------------- | ----------------------------------- |
| 1  |                           | Orde van het Gulden Vlies (ex officio, als keizer van Oostenrijk)         | Oostenrijk                  |                                     |
| 2  |                           | Militaire Orde van Maria Theresia (ex officio, als keizer van Oostenrijk) | Oostenrijk                  |                                     |
| 3  |                           | Orde van de Heilige Stefanus (ex officio, als keizer van Oostenrijk)      | Oostenrijk                  |                                     |
| 4  |                           | Leopoldsorde (ex officio, als keizer van Oostenrijk)                      | Oostenrijk                  |                                     |
| 5  |                           | Orde van de IJzeren Kroon (ex officio, als keizer van Oostenrijk)         | Oostenrijk                  |                                     |
| 6  |                           | Frans Jozef-orde                                                          | Oostenrijk                  |                                     |
| 7  |                           | Elisabeth-orde                                                            | Oostenrijk                  |                                     |
| 8  |                           | Oorlogsmedaille                                                           | Oostenrijk                  |                                     |
| 9  |                           | Kruis van Verdienste voor 50 jaar militaire dienst                        | Oostenrijk                  |                                     |
| 10 |                           | Militaire Kruis voor 60 jaar regeren                                      | Oostenrijk                  |                                     |
| 11 | Grootkruis                | Militaire Willems-Orde                                                    | Nederland                   | 21 juni 1849                        |
| 12 |                           | Orde van Miloš de Grote                                                   | Koninkrijk Servië           |                                     |
| 13 |                           | Orde van de Aankondiging                                                  | Koninkrijk Italië           | 1869                                |
| 14 |                           | Orde van Sint-Mauritius en Sint-Lazarus                                   | Koninkrijk Italië           | 1869                                |
| 15 |                           | Orde van de Italiaanse Kroon                                              | Koninkrijk Italië           | 1869                                |
| 16 |                           | Orde van de Kousenband                                                    | Verenigd Koninkrijk         | 1867 (uitgezet in 1915)             |
| 17 |                           | Koninklijke Victoriaanse Keten                                            | Verenigd Koninkrijk         | 6 september 1904 (uitgezet in 1915) |
| 18 | Ridder Grootkruis         | Koninklijke Orde van Victoria                                             | Verenigd Koninkrijk         | (uitgezet in 1915)                  |
| 19 | Grootkruis                | Militaire Max Joseph-Orde                                                 | Beieren                     | 12 april 1915                       |
| 20 | Ridderkruis               | Orde van de Zwarte Adelaar                                                | Pruisen                     |                                     |
| 21 | Grootkruis                | Orde van de Rode Adelaar                                                  | Pruisen                     |                                     |
| 22 |                           | Pour le Mérite en Eikenloof                                               | Pruisen                     | 27 augustus 1914                    |
| 23 | Grootcommandeur           | Huisorde van Hohenzollern                                                 | Duitse keizerrijk           |                                     |
| 24 | Grootkruis                | Orde van Danilo                                                           | Montenegro                  |                                     |
| 25 | Grootkruis                | Ludwigsorde                                                               | Groothertogdom Hessen       |                                     |
| 26 | Grootkruis                | Orde van de Noorse Leeuw                                                  | Noorwegen                   |                                     |
| 27 | Grootkruis                | Militaire Orde van Sint-Hendrik                                           | Keurvorstendom Saksen       | 4 mei 1915                          |
| 28 | Ridder                    | Orde van Sint-Cyrillus en Sint-Methodius                                  | Koninkrijk Bulgarije        |                                     |
| 29 | Ridder                    | Orde van Sint-Andreas de Eerstgeroepene                                   | Keizerrijk Rusland          | 18 december 1845                    |
| 30 | Ridder                    | Orde van Sint-George                                                      | Keizerrijk Rusland          | 2 juni 1849                         |
| 31 | Ridder van Eer en Devotie | Orde van Malta                                                            |                             |                                     |
| 32 | Grootkruis                | Orde van het Heilig Graf                                                  | Vaticaan                    |                                     |
| 33 | Ridder Grootkruis         | Heilige Militaire Constantijnse Orde van Sint-Joris                       | Hertogdom Parma en Piacenza | 6 september 1849                    |
| 34 | Grootkruis                | Orde van Kamehameha I                                                     | Koninkrijk Hawaï            | 1865                                |
| 35 | Grootkruis                | Orde van Kalakaua I                                                       | Koninkrijk Hawaï            | 1878                                |